# Abd al-Razzak Baixtini
Abd-ar-Razzaq Baixtiní (mort en 1338) fou el primer dirigent de la revolta dels sabardars a Bayhaq.
Era fill d'un ric senyor de Bayhaq i es va unir amb el seu germà Amín-ad-Din, un famós lluitador, a l'horda de l'il-kànida Abu-Saïd a l'Azerbaidjan i es va destacar com a recaptador al Kirman i en altres tasques. Quan l'Il-kan va morir, va gastar el diners en disbauxes.
El març de 1337 va retornar a la seva ciutat natal i es va unir a un protesta local contra la pujada d'impostos imposada pel visir ʿAlāʾ-al-dīn Moḥammad Faryūmadī. La ciutat estava molt molesta amb el visir per les seves pràctiques corruptes. Abd al-Razzak es va posar al front d'una banda de nois del camp (rūstāʾī bačča), i va assolar la regió de Bāštīn, atacant les caravanes i sorprenent algunes fortaleses. El setembre de 1337 va ocupar Sabzawar i el novembre va saquejar Faryūmad, ciutat del visir.
La revolta va guanyar força, ja que una part del contingent que l'havia de combatre havia sortit del Khurasan per anar a l'Azerbaidjan. El moviment aviat va perdre el suport dels terratinents rurals, les aspiracions dels quals estaven representades per un altre germà d'Abd al-Razzak de nom Wadjih al-Din Masud. Com aventurer que era Abd al-Razzak no tenia planificació política i la seva moral era escandalosa.
Finalment el juny o juliol de 1338 fou assassinat pel seu germà Wadjih al-Din Masud.